# Meditations
 (octobre 2017).
Si vous disposez d'ouvrages ou d'articles de référence ou si vous connaissez des sites web de qualité traitant du thème abordé ici, merci de compléter l'article en donnant les références utiles à sa vérifiabilité et en les liant à la section « Notes et références ».
Ne doit pas être confondu avec Méditation.
Albums de John Coltrane
Kulu Sé Mama
(1965) Live at the Village Vanguard Again!
(1966)
Meditations est un album composé par John Coltrane, enregistré le 23 novembre 1965. On y retrouve le quartet classique (Tyner/Garrison/Jones) augmenté pour l'occasion par un autre saxophoniste ténor (Pharoah Sanders) et d'un autre batteur (Rashied Ali).
Cet opus se situe dans la dernière période de l'artiste (1965-67), amorcée par le célèbre A Love Supreme. Celle-ci est très proche de ce que l'on appelle alors « Free jazz » ou « New thing ». Meditations rejoint moins le mouvement contestataire en faveur de la cause noire qu'il ne s'inscrit dans une dimension spirituelle, comme en témoigne le titre The Father and The Son and The Holy Ghost. Cette recherche d'une spiritualité autre reste tout de même très près dudit mouvement d'émancipation en ce qu'elle remet en question les croyances occidentales qui ont été imposées au peuple afro-américain depuis leur arrivée en Amérique.[réf. nécessaire]
L'album est subdivisé en deux grandes parties, la première étant composée de deux mouvements, l'autre de trois. Les mouvements au sein d'une partie étant joués de manière continue, la seule véritable pause se situe entre la piste 2 (Compassion) et 3 (Love).

## Titres
Toute la musique est composée par John Coltrane.
| No | Titre                                     | Durée |
| -- | ----------------------------------------- | ----- |
| 1. | The Father and The Son and The Holy Ghost | 12:52 |
| 2. | Compassion                                | 6:51  |
| 3. | Love                                      | 8:10  |
| 4. | Consequences                              | 9:12  |
| 5. | Serenity                                  | 3:30  |

## Musiciens
- John Coltrane : saxophone
- McCoy Tyner : piano
- Jimmy Garrison : contrebasse
- Elvin Jones : batterie
- Pharoah Sanders : saxophone
- Rashied Ali : batterie